# 福建薄稃草
福建薄稃草（学名：Leptoloma fujianensis）为禾本科薄稃草属下的一个种。其种加词“fujianensis”意为“福建的”。
现接受名为福建薄稃草（Digitaria fujianensis (L.Liu) S.M.Phillips & S.L.Chen）。